# Mala Jazbina
Mala Jazbina – wieś w Chorwacji, w żupanii zagrzebskiej, w mieście Samobor. W 2011 roku liczyła 484 mieszkańców.